# 佐渡空港
佐渡空港（さどくうこう、英: Sado Airport）は、新潟県佐渡市（佐渡島）にある地方管理空港である。現在、定期便の就航は無い。

## 概要
佐渡島北東部の国仲平野に位置し、佐渡市の中心部からは南西約4kmの地点にある。北方には標高1,172mの金北山を頂点とする大佐渡連峰、南方には標高645m級の小佐渡連山を眺望することができる。
1958年に陸上自衛隊の協力によって建設され、1959年より新潟県が管理している。2024年現在は定期便が就航していないが、定期便があった時代は新潟空港までの所要時間は約25分で、1970年代には利用者が年間3万人を超えていた年もあった。しかし、1977年には佐渡汽船のジェットフォイルが就航し、空路の利用客が減少した。
現空港の総面積は147,980m2。滑走路の長さは890ｍ、幅25ｍ。
滑走路距離が短いために離着陸できる機材が限られていることから、新潟県ではリージョナルジェットやボーイング737級が離着陸可能な2000メートル滑走路を備えた拡張整備事業を進めている。新滑走路は現滑走路の東をかすめる形で概ね南西から北東方面に向かって設置される計画となっている。新滑走路の完成後は災害拠点活用や国際線など小型ジェット機の運航も可能となる。
2021年の時点で、トキエアが新潟空港との間で路線開設の計画を発表している。機材は短距離離着陸 (STOL) 性能向上型のATR42-600Sを用い、早ければ2022年度にLCCを運航する計画であった。

## 沿革

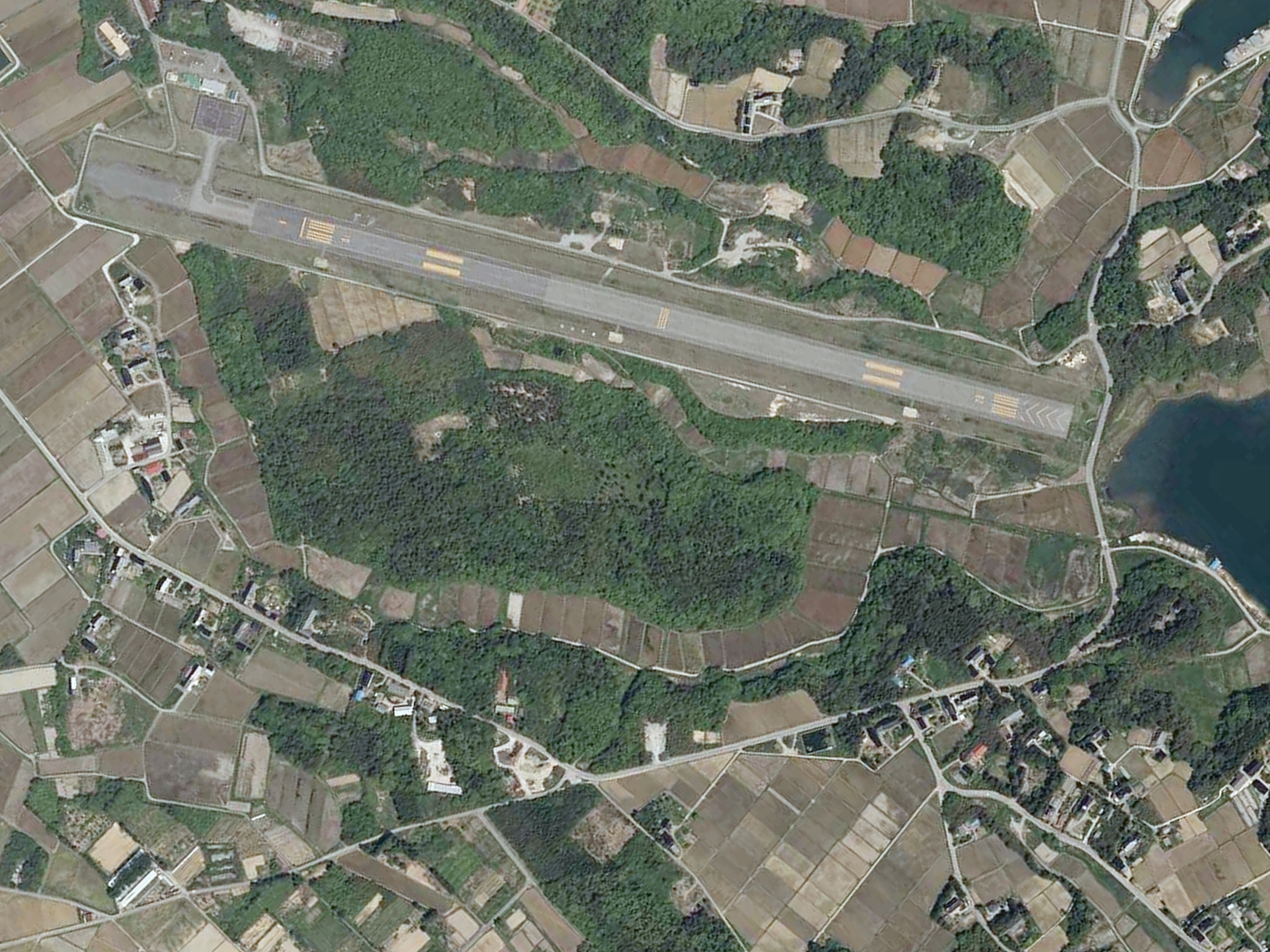
佐渡空港の空中写真（2014年）
。

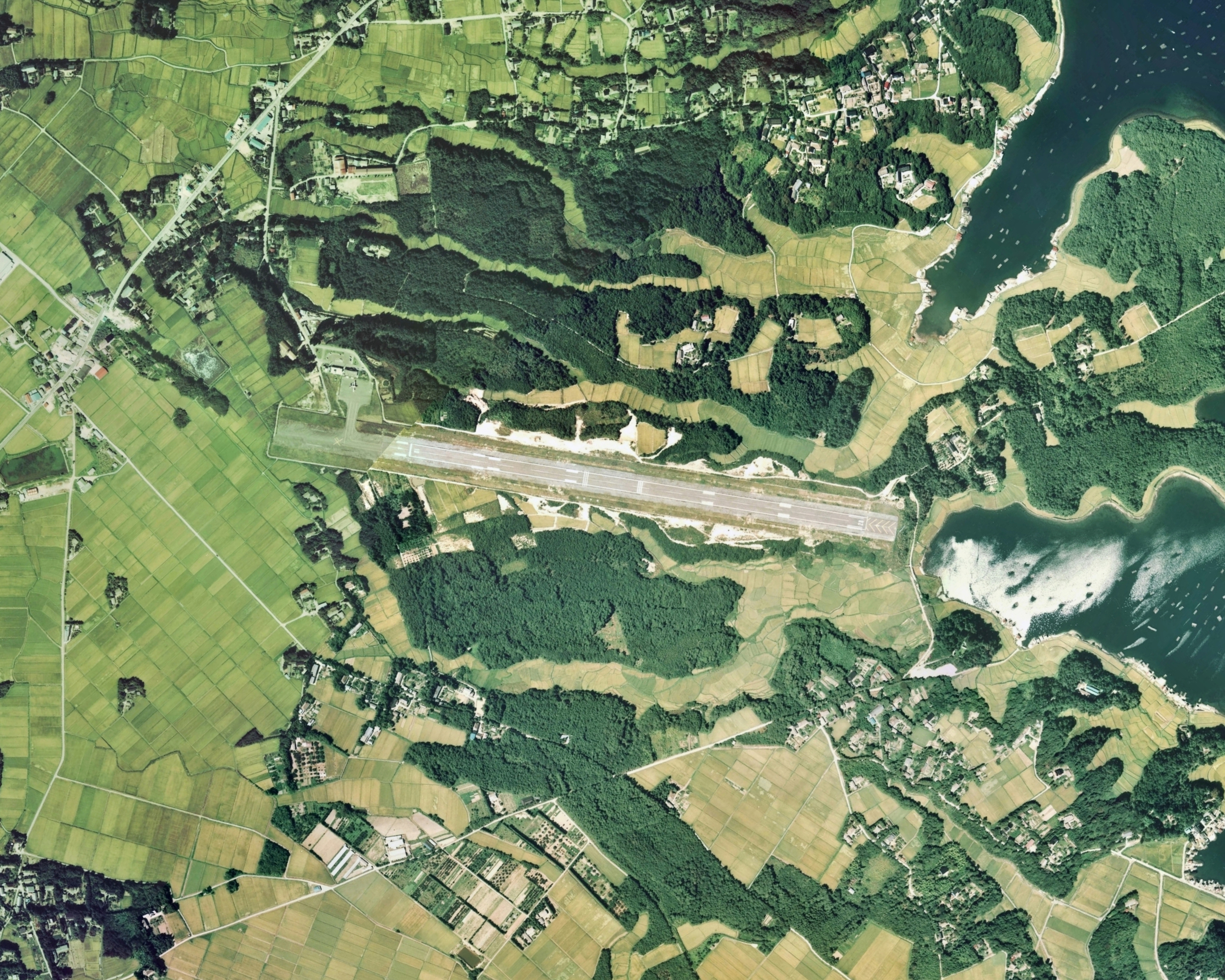
佐渡空港付近の空中写真。
。1976年撮影の6枚を合成作成。

- 1958年（昭和33年）11月7日 - 新潟空港の場外飛行場として開港
- 1959年（昭和34年）8月1日 - 富士航空（現・日本航空）が新潟 - 佐渡航路を開設
- 1965年（昭和40年） - 日本国内航空（後の日本エアシステム、現・日本航空）が同区間の航路を開設（1966年休止）
- 1968年（昭和43年） - 横浜航空（後の日本近距離航空）が同区間の定期航路を開設
- 1971年（昭和46年）6月1日 - 空港の管理が県に移管
- 1971年（昭和46年）時期不明 - 航空法により、長さ900メートル以上の滑走路では空港周辺の建物・立木を撤去する必要があるため、それを回避するために滑走路が890メートルになる[1]。
- 1974年（昭和49年）8月 - 日本近距離航空（現・全日本空輸）が横浜航空を吸収合併、DHC-6型機による定期航路となる（1980年9月30日をもって廃止）
- 1980年（昭和55年）10月 - 新中央航空が同区間のコミューター空路を開設（1994年9月30日廃止）
- 1996年（平成8年）4月 - 旭伸航空が同区間のコミューター空路を開設（2008年9月30日廃止）
- 2008年（平成20年）10月2日 - ATR 72-500型機を用いて羽田空港へのデモフライト（新潟空港経由）が実施。キングフィッシャー航空の機体が利用された。定員は66名だが、滑走路長の関係で30名のみ搭乗となった[6][7]
- 2009年（平成21年）2月 - 新潟 - 佐渡間参入を表明していたエアードルフィンが親会社の破綻により参入撤回
- 2011年（平成23年）7月29日 - 新日本航空により新潟 - 佐渡航路が再開
- 2014年（平成26年）3月31日 - 新日本航空の新潟 - 佐渡航路が無期限運休[8]
- 2024年 (令和6年）
  - 　誘導路、駐機場のかさ上げと強度アップ・空港建物の改修と、待合室をターミナル東側に新たに建築。工事は今年夏ごろに終わる予定[9]
  - 　トキエア、新潟 - 佐渡線、成田 - 佐渡線が就航予定

## 施設
佐渡空港関連画像
- 旭伸航空のブリテン・ノーマン アイランダー
（2008年撮影）
- 滑走路に着陸した旭伸航空のブリテン・ノーマン アイランダー
（2008年撮影）
- 佐渡空港の施設を滑走路側から望む。
（2008年撮影）
- ターミナルビル内の受付カウンター
（2008年撮影）
- 空港前の広場。左端が県道282号線の終端部。
（2008年）
- 空港ターミナルビルと駐機中の新日本航空BN-2。
（2012年撮影）

## 就航路線
- 佐渡 - 新潟 （新日本航空） （無期限運休中）

2011年（平成23年）2月15日に、新潟県、佐渡市、鹿児島県の新日本航空の三者による合意があり、2011年7月29日から新日本航空による新潟空港とを結ぶ空路が1日4往復（冬季は3往復）で再開した。ただし、再開初日は悪天候のため、すべての便が欠航した。その後、2014年3月31日から体制整備を理由に無期限で運休に入ると共に、翌月には新潟運航所を閉鎖した。
| 航空会社 | 就航地                     |
| -------- | -------------------------- |
| トキエア | 新潟、成田(2025年就航予定) |

## アクセス
- 乗合タクシー
新潟発佐渡着の便を利用する場合、新潟空港で搭乗手続きの際に新日本航空の係員に利用予約する旨を申し出ると、佐渡空港到着後に待たずに乗車できる。佐渡空港到着後の利用予約も可能だが配車の都合上、待ち時間が生じる場合がある。
運行コースは両津港佐渡汽船ターミナル前、佐渡総合病院経由 佐渡市役所、トキの森公園の3コースで、ルート途中での降車も可能。
- 両津港からタクシーで約10分
- 両津港佐渡汽船ターミナル（両津埠頭バス停）から新潟交通佐渡バス「1【本線】佐和田・相川」行で「秋津」下車後徒歩約10分
- 両津港から国道350号・新潟県道282号佐渡空港線経由で車で約10分